# Muschkino
Muschkino (russisch Мушкино, deutsch Lauck und Stobecken) ist ein Ort in der russischen Oblast Kaliningrad. Er gehört zur kommunalen Selbstverwaltungseinheit Stadtkreis Bagrationowsk im Rajon Bagrationowsk.
Der ehemalige deutsche Ort Lauck ist allerdings inzwischen verlassen. Dafür hat sich Muschkino auf das ehemalige Patranken ausgedehnt, das russisch zunächst mit Krasnoarmeiskoje bezeichnet worden war. Auf dem ehemaligen Gut Morren wurde ein Safari-Park eingerichtet, der ebenfalls zu Muschkino gehört.

## Geographische Lage
Muschkino liegt am Nordrand des Rajon Bagrationowsk an der Grenze zum Rajon Gurjewsk. Bis zur südwestlich gelegenen früheren Kreisstadt Mamonowo (Heiligenbeil) sind es nahezu 30 Kilometer. Der eisenbahnnahegelegene Ort ist über eine Nebenstraße zu erreichen, die von Swetloje (Kobbelbude) an der russischen Fernstraße R 516 (ehemalige deutsche Reichsautobahn Berlin–Königsberg „Berlinka“) in westliche Richtung nach Nowo-Moskowskoje (Poplitten) und weiter bis nach Uschakowo (Brandenburg am Frischen Haff) führt.
Muschkino ist mit der Eisenbahn über die beiden Haltepunkte O.p.1305 km und O.p.1307 km an der Bahnstrecke Kaliningrad–Mamonowo erreichbar.

## Geschichte

### Stobecken
Der vor 1946 Stobecken (vor 1710 Stobecken, vor 1785 Sobbecken) genannte Ortsteil Muschkinos bestand vor 1945 aus ein paar mittelgroßen Höfen mit Bahnwärterhaus. Im Jahre 1874 wurde Stobecken in den neuerrichteten Amtsbezirk Pörschken eingegliedert und gehörte bis 1945 zum Landkreis Heiligenbeil im Regierungsbezirk Königsberg der preußischen Provinz Ostpreußen. 1910 waren hier 35 Einwohner registriert.
Am 30. September 1928 endete für Stobecken die Selbständigkeit, als das Dorf in die Gemeinde Barsen (heute russisch: Kossatuchino) eingemeindet wurde.

### Lauck
Der vor 1327 Laucyn, vor 1670 Laucke, vor 1898 Lauk und bis 1946 Lauck genannte Ortsteil Muschkinos geht in seiner Ersterwähnung auf das Jahr 1325 zurück. Im Jahre 1874 kam die Landgemeinde zum neugeschaffenen Amtsbezirk Pörschken (der Ort existiert nicht mehr) im Landkreis Heiligenbeil im Regierungsbezirk Königsberg der preußischen Provinz Ostpreußen. Am 29. August 1906 wurde die Landgemeinde in einen Gutsbezirk umgewandelt. Im Jahr 1910 lebten hier 41 Einwohner.
Am 30. September 1928 büßte auch Lauck seine Eigenständigkeit ein, als sich Patranken (heute russisch: Oktjabrskoje, bis 1992: Krasnoarmeiskoje) und Wargitten (heute auch russisch: Oktjabrskoje) mit Lauck zur neuen Landgemeinde Wargitten zusammenschlossen.

### Muschkino
Nach dem Anschluss an die Sowjetunion im Jahr 1945 wurden Lauck und Strobecken im Jahr 1950 unter dem russischen Namen „Muschkino“ zusammengefasst. Gleichzeitig wurde Muschkino dem Dorfsowjet Nowo-Moskowski selski Sowet im Rajon Laduschkin zugeordnet. Später gelangte der Ort in den Pogranitschny selski Sowet im Rajon Bagrationowsk. Von 2008 bis 2016 gehörte Muschkino zur Landgemeinde Pogranitschnoje selskoje posselenije und seither zum Stadtkreis Bagrationowsk.

## Kirche
Stobecken und Lauck mit ihrer vor 1945 fast ausnahmslos evangelischen Bevölkerung waren seinerzeit in das Kirchspiel Pörschken (der Ort ist heute nicht mehr existent) eingepfarrt und gehörten somit zum Kirchenkreis Heiligenbeil (heute russisch: Mamonowo) innerhalb der Kirchenprovinz Ostpreußen der Kirche der Altpreußischen Union. Letzter deutscher Geistlicher war Pfarrer Bruno Link.
Heute liegt Muschkino im Einzugsbereich der in den 1990er Jahren entstandenen evangelisch-lutherischen Gemeinde in Nowo-Moskowskoje (Poplitten). Sie ist eine Filialgemeinde der Auferstehungskirche in Kaliningrad (Königsberg) und gehört zur Propstei Kaliningrad der Evangelisch-lutherischen Kirche Europäisches Russland (ELKER).